# Beynac-et-Cazenac
Beynac-et-Cazenac (francoska izgovorjava: [bɛnak e kaznak], okcitansko Bainac e Casenac) je vas v departmaju Dordogne, v regiji Nova Akvitanija, v jugozahodni Franciji.
V občini je srednjeveški grad Château de Beynac.
Vas je uvrščena med Les plus beaux villages de France (najlepše vasi Francije).

## Geografija
Občina leži na bregovih reke Dordogne 10 km jugozahodno od Sarlat-la-Canéda. Katastrska površina občine, ki jo je objavil INSEE, ki služi kot referenca v vseh statistikah, je 12,74 km². Geografsko območje, vzeto iz BD Topo, sestavni del obsežnega repozitorija, ki ga je izdelal IGN, je 13,07 km².
Podnebje, ki je značilno za občino, je bilo leta 2010 opredeljeno kot »podnebje jugozahodnega bazena« v skladu s tipologijo podnebja Francije. Je prehodno območje med oceanskim podnebjem, gorskim podnebjem in polcelinskim podnebjem. Temperaturne razlike med zimo in poletjem se povečujejo z oddaljenostjo od morja, padavin je manj kot ob morju, razen v hribih.
V mestu se Natura 2000 razprostira na približno kvadratnem kilometru in pol in ustreza pobočjem, ki so severno od departmajske ceste 703, na dveh ločenih lokacijah, zlasti ob potoku Pontou - in njegovem pritoku potoku Treuil - in potoku Brudou. Beynac-et-Cazenac je ena od 102 občin, ki jih zadeva naravno območje ekološkega, živalskega in florističnega pomena tipa II (ZNIEFF) La Dordogne38,39, v katerem je osem odločilnih živalskih vrst in sedeminpetdeset odločilnih rastlinskih vrst, kot tudi triinštirideset drugih živalskih vrst in devetintrideset drugih rastlinskih vrst.
Beynac-et-Cazenac je podeželska občina, ker je ena od redko ali zelo redko poseljenih občin v smislu mreže gostote občin. Pokritost tal v občini, kot je razvidno iz evropske baze biofizikalnih pokrovnosti tal Corine Land Cover (CLC), zaznamuje pomen gozdov in polnaravnih okolij. Podrobnejša porazdelitev v letu 2018 je naslednja: gozdovi (66,5 %), heterogene kmetijske površine (28,7 %), njive (1,8 %), travniki (1,6 %), celinske vode Opomba 9 (1,3 %).

## Zgodovina
Beynac-et-Cazenac se razprostira na robu reke Dordogne na skalnatih terasah pod 150 m visoko pečino. Jamske naselbine so tu obstajale že od bronaste dobe. Ko so bile ustanovljene štiri baronije Périgord, je bil Beynac ena izmed njih, skupaj z Bironom, Bourdaillesom in Mareuilom. Prvi seigneur Beynac je bil "vpisan" leta 1115, ko je Maynard de Beynac podaril samostanu Fontevrault. Usoda kraja in tudi Périgord noir, gričevnate in gozdnate pokrajine, ki se le občasno odpre okoli dolin-koridorjev in množice jas vseh velikosti, je bila na splošno povezana z usodo družine de Beynac.
Grad, ki stoji nad vasjo, je iz 12. stoletja. V stoletni vojni se je Beynac postavil na stran Francozov in konec 12. stoletja je Simon de Montfort zavzel grad Beynac. Vendar pa je leta 1217 družina de Beynac ponovno pridobila svoj dvorec po zaslugi posredovanja kralja Filipa II. Leta 1370 so bili Angleži dokončno izgnani.
Družina de Beynac je izumrla s Pierrom († 9. oktober 1753 v Bordeauxu), zadnjim markizom de Beynac, ki se je leta 1727 v prvem zakonu poročil z Anne-Marie de Boucher, s katero je imel dve hčerki: Julie -Constance († 1768), žena markiza Pierre-Françoisa de Castelnaua, in Claude-Marie, ki se je leta 1761 poročila s Christophejem Marie de Beaumont du Repaire, nečakom nadškofa Christopheja de Beaumonta. Družina de Beaumont du Repaire je svojemu imenu dodala pripono Beynac in odslej nosila naziv markiz de Beaumont-Beynac.
Pod zaščito obzidja so se razvile različne »stanovanjske četrti«; v eni izmed njih so se naselili predvsem tkalci. K gospodarskemu razcvetu je prispevalo tudi pristanišče; bilo je pomembno sidrišče trgovskega in transportnega prometa. V obdobju po francoski revoluciji do sredine 19. stoletja postajajo vse pomembnejše regionalne obrti, kot so ribištvo, poljedelstvo in gradnja hiš. Leta 1827 je bil vključen 5 km oddaljeni zaselek Cazenac. Eden od potomcev družine Beaumont-Beynac je na koncu leta 1961 prodal grad Beynac.

## Pobratena mesta
- Sundhouse (Francija) od leta 1985[9]

## Zanimivosti
- Château de Beynac, 12. stoletje, 17. stoletje; uvrščen na seznam zgodovinskih spomenikov 11. februarja 1944, je mogoče obiskati.
- Koča iz suhega kamna v Persillierju je vrsta podeželske stavbe, zgrajena v celoti brez malte, z lokalno lomljenim kamnom in je služila kot začasno ali sezonsko zatočišče za kmetovalce 18. in 19. stoletja, njegovo orodje, živali, žetev, v parcelo daleč od njegovega stalnega doma.
- Cerkev Notre-Dame-de-l'Assomption v Beynacu, je nekdanja gosposka cerkev; uvrščena na seznam zgodovinskih spomenikov 31. oktobra 1912.
- Cerkev Saint-Martial de Cazenac, zgrajena v 12. in 15. stoletju; uvrščena na seznam zgodovinskih spomenikov 6. decembra 1948.
- Viteški stolp, znan kot samostanski stolp Beynac, zgrajen v 13. stoletju za vazalne gospode, ki so se naselili v mestu; 11. aprila 1933 uvrščen med zgodovinske spomenike.
- Ruševine in tla nekdanjega samostana Abrillac, ustanovljen v začetku 14. stoletja v gozdu Abrillac; razvrščen kot zgodovinski spomenik 5. decembra 1984.

- Grad château de Beynac.
- Grad château de Beynac.
- Cerkev Notre-Dame-de-l'Assomption de Beynac
- Cerkev Saint-Martial de Cazenac
- Tako imenovani samostanski stolp.
- Ruševine samostana Abrillac.